# Wak'a
Wak'a (Quechua; in Spaanse koloniale documenten meestal huaca geschreven) is de naam van lokale goden van de Andesculturen, en van de plaats waar zo'n godheid wordt aanbeden. Ze lijken op de Kamuy van de Aino of de Kami van Japan.
De wak'a waren vaak belangrijke goden, maar hadden in tegenstelling tot pan-Andesgoden zoals Pachamama of Wiraqocha alleen een lokale betekenis. Praktisch elke dorpsgemeenschap (ayllu) heeft zo haar eigen wak'as. Hoewel na de conquista en de daaropvolgende christianisatie de aanbidding van de wak'a werd bestreden, worden ze tot het heden in delen van Zuid-Peru en Bolivia door de Quechua en Aymara vereerd.
In het Huarochirí-manuscript wordt de term wak'a gebruikt voor berggoden (bijvoorbeeld Paryaqaqa en Wallallu Qarwinchu) die nu in het zuiden van Peru apu of wamani worden genoemd, en in de hiërarchie boven de Wak'a staan.